# Eclipse (romanzo)
Eclipse è il terzo libro della serie di Twilight di Stephenie Meyer, pubblicato il 7 agosto 2007 negli Stati Uniti e il 16 novembre 2007 in Italia.

## Trama
Bella, dopo essere tornata a Forks con Edward, deve affrontare la scelta tra lui e il licantropo Jacob Black. La decisione viene resa sempre più difficile a causa dell'incombente minaccia di Victoria, che vuole vendicare la morte del compagno James, ucciso dai Cullen nel primo capitolo della saga. Nel frattempo a Seattle una serie di misteriosi omicidi sta diffondendo la paura di un nuovo serial killer. Tutto questo non riesce a distogliere i giovani protagonisti dall'imminente arrivo del diploma, data significativa soprattutto per Bella, poiché rappresenterà l'ultima tappa della sua vita da mortale. Intanto, Edward cerca d'impedire in tutti i modi che Bella frequenti Jacob, con grande disappunto di entrambi; in seguito diventerà più permissivo, riconoscendo che in compagnia di Jacob, Bella è ugualmente al sicuro.
Intanto Victoria continua a cercare di penetrare il muro di protezione costituito dai Cullen e dal branco di licantropi Quileute, sfruttando talvolta gli attriti tra i due gruppi. Mentre è in casa dei Cullen, riuniti per creare una strategia, Bella apprende la storia di Jasper, che espone anche la sua teoria: non è un serial killer qualsiasi a scatenare terrore presso Seattle, bensì una banda di vampiri neonati guidati da Victoria. Dopo che il gruppo di Denali esprime il suo secco rifiuto di collaborare, i Cullen stipulano un accordo con i lupi Quileute in modo che Bella e gli altri umani del posto siano protetti. I licantropi potranno inoltre assistere alla spiegazione che Jasper darà ai Cullen sullo stile di lotta dei neonati.
Il giorno precedente alla battaglia, Edward e Bella si rifugiano lontano dal luogo dello scontro. Bella, temendo per la sorte di Edward, lo convince a non partecipare alla lotta. Anche Jacob rimane con loro durante la notte, e tra quest'ultimo ed Edward c'è uno scambio di opinioni. Nonostante le preghiere di Bella, il licantropo non rimane nascosto con lei, ma corre alla battaglia minacciandola di lasciarsi uccidere. Jacob riesce a strapparle un bacio, e in quel momento Bella si rende conto di amare anche lui. Questo sentimento finisce solo per acuire il dolore della scelta. Dopo che Jacob fugge alla battaglia, a difenderla rimangono solo Edward e Seth. Victoria e Riley, che lei ha ingannato facendogli credere di amarlo, giungono al nascondiglio e mentre Seth elimina Riley, Edward si occupa di Victoria.
La lotta infuria anche più a valle, combattuta dai Cullen e dai licantropi contro l'esercito di neonati. I neonati vengono uccisi tutti tranne una di nome Bree. Carlisle tenta di convertirla alla loro dieta, ma nel campo di battaglia intervengono gli emissari dei Volturi che eliminano la vampira "per non creare precedenti". Bella viene a sapere che Jacob è intervenuto in difesa di Leah Clearwater ed è stato ferito da uno dei vampiri al servizio di Victoria, in tutto il lato destro del corpo e in modo grave. Alla fine però, anche grazie all'aiuto di Carlisle, riesce a guarire. Al termine del romanzo, c'è un capitolo scritto dal punto di vista di Jacob: dopo aver ricevuto l'invito alle nozze tra Isabella e Edward, abbandona le spoglie umane e scappa lontano senza meta, affranto dalla scelta della ragazza.

## Copertina
Il nastro quasi spezzato di Eclipse rappresenta Bella che tenta di lasciarsi la vita umana alle spalle senza riuscire a dare un taglio netto. Ci sono fili che non è in grado di recidere:non può divorziare dal suo passato.

## Spin off
Nel giugno 2010 Stephenie Meyer ha pubblicato un breve romanzo che racconta la versione dei neonati (narrata da Bree) rispetto al combattimento. Il romanzo si intitola La breve seconda vita di Bree Tanner, la giovane vampira neonata che si è arresa ai Cullen.

## Versioni cinematografiche
La trasposizione cinematografica del romanzo intitolata The Twilight Saga: Eclipse è stata affidata a David Slade. Le riprese si sono svolte dal 17 agosto al 29 ottobre 2009 ai Vancouver Film Studios ed è uscito nelle sale italiane il 30 giugno 2010.

## Edizioni
- Stephenie Meyer, Eclipse, traduzione di Federica D'Alessio, Luca Fusari, Chiara Marmugi, collana Lain, Fazi Editore, 2007,  pp. 504, ISBN 978-88-7625-036-1.